# Volo Helios Airways 522
Il volo Helios Airways 522 (HCY 522 o ZU522) era un collegamento di linea operato dalla compagnia cipriota Helios Airways tra gli aeroporti di Larnaca e Atene, che precipitò il 14 agosto 2005 nei pressi di Grammatiko, nella zona montuosa a nord di Maratona e Varnavas, in Grecia.
Vi persero la vita tutte le 121 persone a bordo (115 passeggeri e 6 persone dell'equipaggio); quattro salme, dilaniate nello schianto, non furono recuperate.
L'incidente fu causato dal malfunzionamento (causato da un errore umano) dell'impianto di pressurizzazione del velivolo: prendendo quota, l'aria nella cabina si fece rarefatta e, complice l'incapacità dei piloti di comprendere il problema, causò lo svenimento di tutti gli occupanti per ipossia; l'aereo, rimasto privo di controllo, continuò a volare sotto il controllo del pilota automatico fino all'esaurimento del carburante.
Fu sino a quel giorno l'incidente aereo peggiore del 2005, superato solo due giorni dopo dall'incidente del volo West Caribbean Airways 708, in cui persero la vita 160 persone, e il secondo incidente aereo dell'anno con più di cento vittime (il primo fu il volo Kam Air 904, avvenuto poco più di sei mesi prima, con 104 morti).

## Dinamica dei fatti

### Antefatto
Per il volo Larnaca-Atene del 14 agosto 2005 era previsto l'impiego di un Boeing 737-300; tale aereo, costruito nel 1997 e inizialmente immatricolato D-ADBQ, aveva prestato servizio per la compagnia tedesca DBA dal 1998 al 2004. Il 16 aprile 2004 la compagnia cipriota Helios Airways l'aveva rilevato in leasing, reimmatricolandolo 5B-DBY e attribuendogli il soprannome Olympia.
Nella notte tra il 13 e il 14 agosto tale aereo aveva effettuato un volo da Londra all'aeroporto di Larnaca, dove era atterrato alle ore 1:25. L'equipaggio di tale volo, smontando dal servizio, aveva segnalato ai tecnici della compagnia di aver udito strani rumori provenire dalla sezione di coda e di aver osservato formazioni di ghiaccio all'interno di uno dei portelloni. Una squadra di manutentori aveva pertanto provveduto ad ispezionare la cabina e a condurre un test per verificare la presenza di eventuali perdite d'aria; uno dei tecnici aveva modificato la modalità di funzionamento dell'impianto di pressurizzazione portandola da automatica a manuale, così da poter variare la pressione interna alla fusoliera agendo direttamente sulle valvole di sfiato dell'aria, senza dover accendere i motori. Il test non aveva evidenziato alcuna perdita d'aria, quindi i manutentori segnalarono l'aereo come abilitato al servizio; tuttavia, prima di lasciare il velivolo, essi dimenticarono di riportare il comando della pressurizzazione in modalità automatica.

### L'incidente
Il piano di volo per il 14 agosto 2005 del Boeing 737 5B-DBY prevedeva la partenza dallo scalo cipriota alle ore 9:00, per dirigersi dapprima ad Atene e quindi a Praga. Il comandante era il tedesco Hans-Jürgen Merten, 59 anni, normalmente in forza alla compagnia tedesca LTU International e assunto temporaneamente dalla Helios per rinforzare il proprio organico in occasione della stagione estiva; Merten aveva un'esperienza di volo (accumulata in buona parte sotto l'Interflug) di 16.900 ore (delle quali 5.500 sui Boeing 737). Il primo ufficiale era il cipriota Pampos Charalambous, 51 anni, in forza alla Helios da 5 anni e con all'attivo 7.549 ore di volo, delle quali 3.991 sui 737.
Nessuno dei due, nella checklist pre-decollo, aveva notato che l'impianto di pressurizzazione era impostato in modalità manuale. Questa svista era dovuta al fatto che due assistenti di volo si erano sentiti male, pertanto, mentre la compagnia cercava dei sostituti, venne affrettata la partenza del Boeing, e così facendo la check-list non venne seguita alla lettera. Alle ore 9:07, con poco ritardo sull'orario previsto, il volo Helios 522 decollò regolarmente e iniziò l'ascesa verso la quota di crociera di 34 000 piedi (10 000 m).
Con l'aumentare dell'altitudine, la pressione interna alla cabina iniziò a diminuire. Quando l'aereo raggiunse i 12 040 piedi (3 670 m), in cabina di pilotaggio iniziò a suonare l'allarme di decompressione. I piloti tuttavia lo scambiarono per il segnale di "errata configurazione di decollo", il cui avviso sonoro era molto simile. Poiché di norma esso si attiva solo con il velivolo a terra per segnalare che esso non è correttamente impostato per la partenza, comandante e primo ufficiale rimasero spiazzati e decisero di chiedere spiegazioni via radio agli ingegneri della Helios presso l'aeroporto di Larnaca.
Il comandante segnalò ai tecnici l'attivazione dell'allarme e riferì di una presunta anomalia ai sistemi di raffreddamento, dicendo che le spie di tali impianti non erano accese. Durante il dialogo (peraltro condizionato da pesanti disturbi sulle frequenze radio), sulla plancia di comando del Boeing 737 si attivarono ulteriori allarmi, quali le spie dei sistemi di refrigerazione (ad indicare un insufficiente flusso d'aria nei condotti, causato dalla scarsa densità atmosferica ad alta quota) e, in un secondo momento, l'allerta generale (Master Caution): quest'ultimo avviso era essenzialmente legato all'avvenuta attivazione automatica delle maschere ad ossigeno nella cabina passeggeri. Poiché la cabina di pilotaggio, invece, era dotata di maschere ad ossigeno attivabili solo manualmente, operazione che non venne mai eseguita, equipaggio e personale tecnico non compresero la vera natura del segnale e ipotizzarono che si stesse verificando un surriscaldamento del sistema di raffreddamento.
Gli ingegneri chiesero ulteriori dettagli ed il comandante, evidentemente ormai già preda dell'ipossia e dunque in crescente stato confusionale (l'aereo infatti stava continuando a salire verso la quota di crociera), ripeté che le spie del sistema di raffreddamento erano spente nonostante lui non avesse disattivato tale impianto. L'ingegnere rispose che ciò era normale e successivamente chiese di controllare che il sistema di pressurizzazione fosse regolato sulla posizione automatica. Il comandante ignorò tale richiesta e chiese dove fosse l'interruttore automatico per il raffreddamento dei sistemi. L'ingegnere diede le indicazioni richieste e, pochi istanti dopo, domandò al comandante se avesse trovato l'interruttore, ma non ottenne più risposta, verosimilmente a causa dello svenimento di entrambi i piloti.
Nel mentre l'aereo, che continuava ad essere governato dal pilota automatico, continuò l'ascesa e si livellò alla quota di volo. Tra le 9:30 e le 9:40 l'ATC di Nicosia tentò ripetutamente, senza successo, di stabilire un contatto radio con la cabina di pilotaggio. Alle 9:37 l'aereo, sempre senza nessuna comunicazione radio, entrò nello spazio aereo di Atene: per diciannove volte, tra le 10:12 e le 10:50, la torre di controllo della capitale greca tentò vanamente di chiamare il volo 522, che alle 10:40 intercettò il VOR dell'isola di Ceo e iniziò a circuitare sulla rotta di attesa per l'atterraggio ad Atene, rimanendo sempre stabile alla quota di crociera.
Alle 10:20 i controllori ateniesi chiesero spiegazioni ai colleghi ciprioti, i quali notificarono loro che l'aereo in questione probabilmente era fuori controllo. Quattro minuti più tardi, alle 10:24, venne messa al corrente della situazione anche l'Aeronautica Militare ellenica.
Due minuti dopo l'orario previsto di atterraggio nella capitale greca (ore 10:45), si diffuse brevemente la falsa informazione che il volo avesse risolto i propri problemi e si accingesse regolarmente ad atterrare. Appurato che ciò non era veritiero, alle 10:55 il capo di stato maggiore della difesa, l'ammiraglio Panagiotis Chinofotis, ordinò alla base aerea di Nea Anchialos di far alzare in volo due caccia F-16 che stabilissero un contatto visivo con l'aereo "fantasma" e verificassero la situazione.

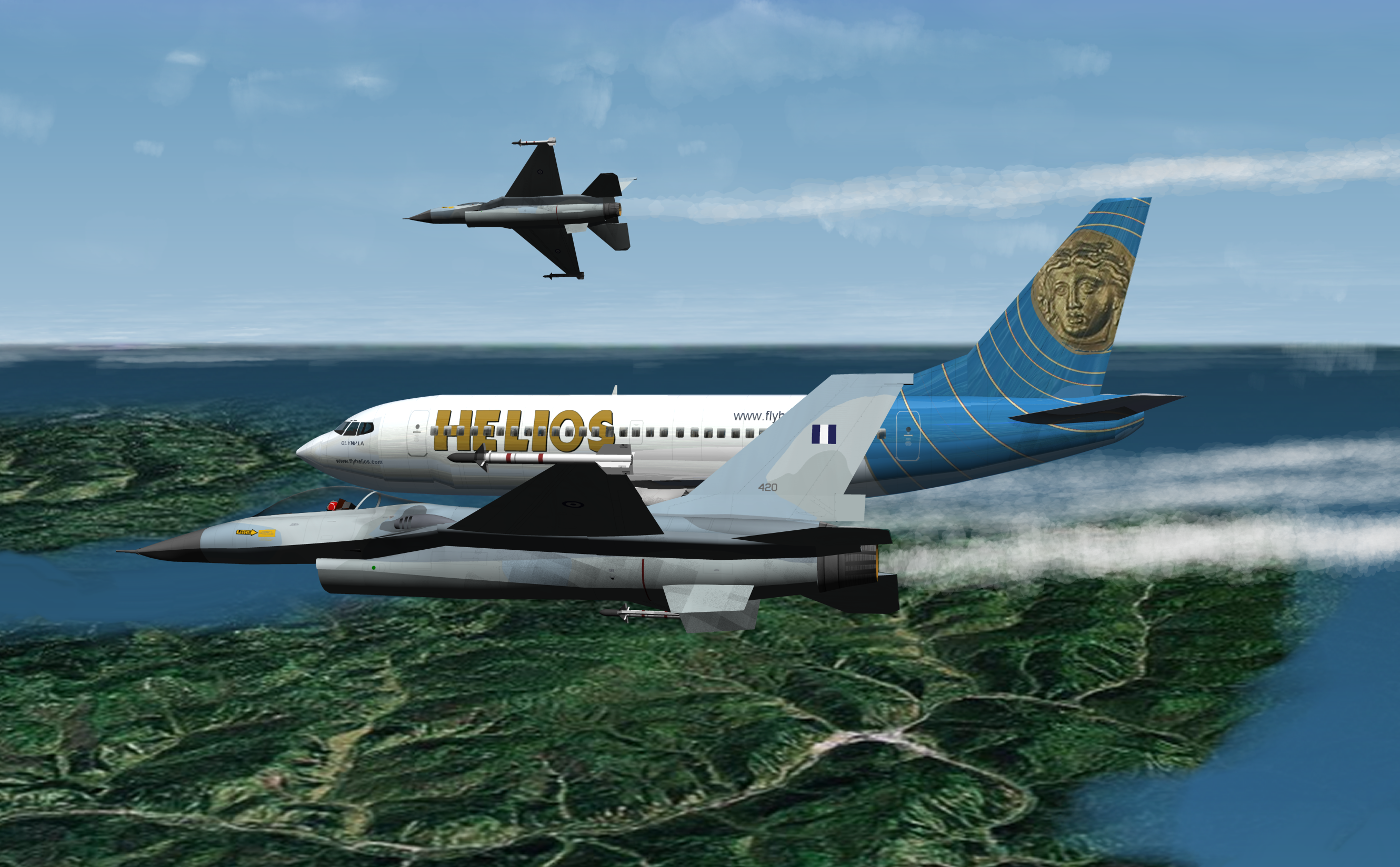
Ricostruzione del momento in cui il Boeing 737 Helios viene affiancato dai due F-16 dell'aeronautica militare greca

I due velivoli, appartenenti al 111º stormo, decollarono alle 11:05 e dopo circa 15 minuti avvistarono il Boeing 737 sopra l'isola di Ceo, in volo circolare a una quota di 34 000 piedi (10 000 m). In accordo con le regole previste nei casi in cui si ha a che fare con velivoli che sembrano essere fuori controllo, uno dei caccia si avvicinò a meno di cento metri dal Boeing 737 e il pilota scrutò l'interno della fusoliera e del cockpit, constatando che il sedile del comandante era vuoto, mentre il primo ufficiale era immobile e riverso con il viso sul volantino. Nella zona passeggeri, invece, si vedevano le maschere per l'ossigeno che pendevano dal soffitto ed i passeggeri immobili sui sedili: tra le persone presenti a bordo, nessuna reagiva alla presenza dei caccia, segno evidente che non erano coscienti. Il pilota militare comunicò via radio che nulla lasciava pensare a un atto terroristico e che l'aereo non manifestava danni o guasti tecnici evidenti.

Il relitto dell'aereo

Alle 11:49 i piloti militari videro un uomo entrare nella cabina di pilotaggio, sedersi al posto del comandante e cercare di recuperare il controllo dell'aereo. Egli notò i due F-16 e fece dei cenni, come per far capire ai piloti militari di non avere possibilità di continuare a volare, ma non riuscì di fatto a stabilire alcun contatto con loro. Il Cockpit Voice Recorder registrò in quei momenti ripetute esclamazioni di "mayday", che però non furono ricevute né dai controllori del traffico aereo né dai piloti degli F-16.
Dopo alcuni minuti, il carburante si esaurì: dapprima si spense il motore di sinistra, motivo per cui l'aereo iniziò a virare, e poi quello di destra. L'aereo cominciò a perdere quota velocemente e l'uomo che era entrato nel cockpit afferrò il volantino come per cercare di risollevarlo, ma invano: dopo circa tre ore dal decollo, il Boeing 737 della Helios cadde in picchiata e si schiantò sulle montagne di Grammatiko, a 40 km da Atene. Tutti gli occupanti persero la vita.

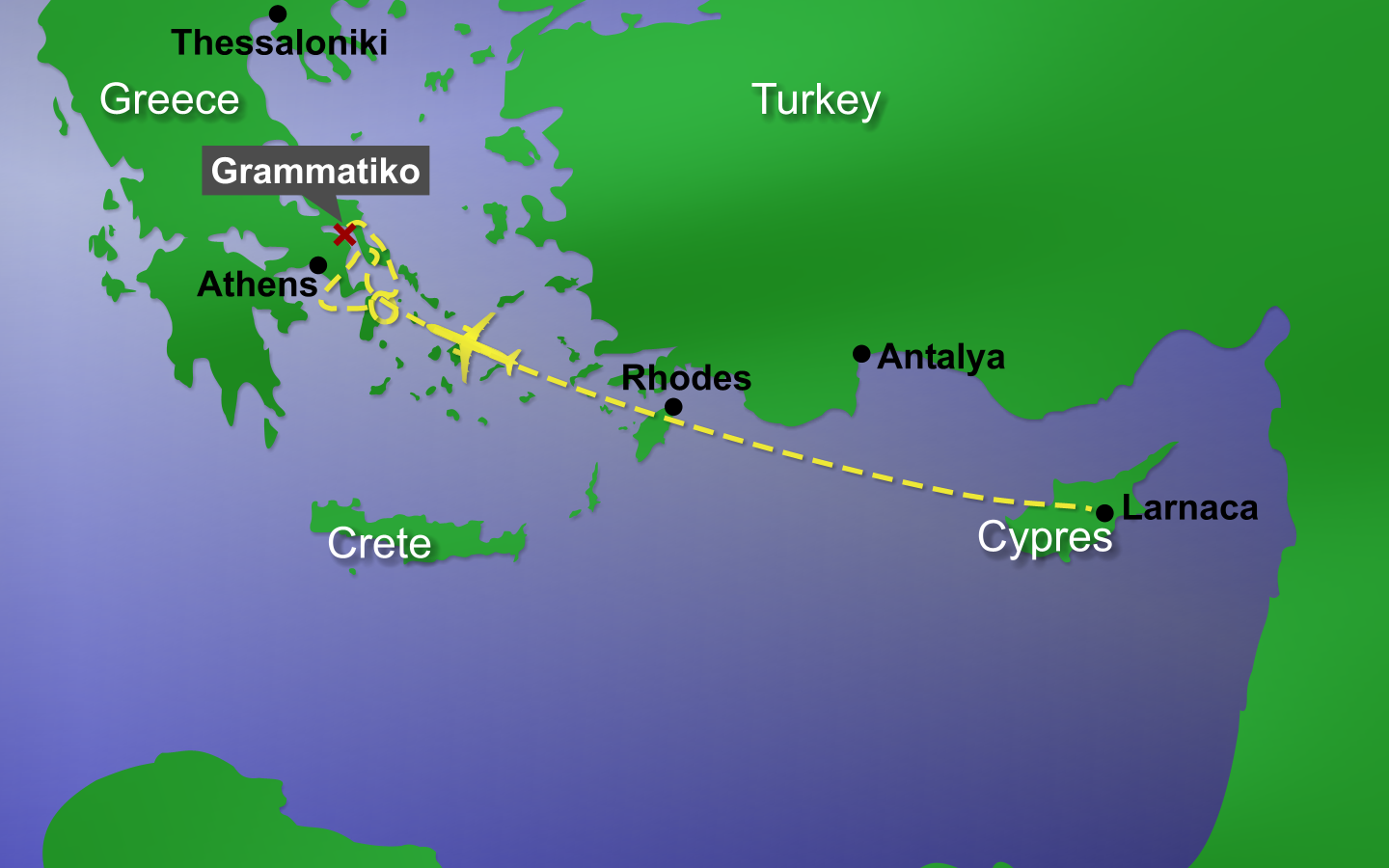
Rotta del volo Helios 522

## Indagini

### I rilievi delle autorità
L'ipotesi di un dirottamento aereo fu subito scartata dal Ministero degli Esteri greco, e le ipotesi di abbattimento da parte di aerei da caccia furono escluse dal Governo e da testimoni oculari.
Le scatole nere e il cockpit voice recorder (CVR) furono inviati ad un centro specializzato per le analisi a Parigi.
La maggior parte dei corpi furono trovati più o meno bruciati a causa dell'incendio che si propagò a partire dalle sterpaglie secche che circondavano il luogo dell'incidente e non poterono essere riconosciuti: le autopsie mostrarono che erano tutti in vita al momento dell'impatto, ma non poté essere evidenziato se fossero coscienti o meno.
L'equipaggio perse conoscenza a causa della mancata attivazione manuale delle maschere ad ossigeno del cockpit; il velivolo, sotto il controllo del pilota automatico, proseguì la sua rotta fino alla Grecia, per poi immettersi in un circuito d'attesa. Al momento dell'arrivo dei caccia, in cabina era visibile solo il primo ufficiale Charalambous, svenuto, mentre il capitano Merten era assente, probabilmente in quanto si era spostato per verificare personalmente i sistemi di raffreddamento, che riteneva essere la causa del problema, ed aveva evidentemente perso conoscenza prima di poter ritornare alla propria postazione.
Durante le indagini, grazie ai frammenti umani ritrovati in corrispondenza della cabina, venne appurato che l'uomo che entrò nella cabina di pilotaggio per tentare di controllare il velivolo e di lanciare una richiesta di soccorso era l'assistente di volo Andreas Prodromou, che era allievo pilota con circa 260 ore di volo ed era riuscito a rimanere cosciente tramite alcune maschere ad ossigeno non utilizzate (l'aereo non viaggiava infatti a pieno carico).
L’uomo ha interagito visivamente con i piloti dei caccia ed alcune notizie di stampa affermano che sarebbe anche riuscito ad impartire comandi di volo all’aeromobile, nonostante al momento del suo ingresso in cabina di pilotaggio esso fosse controllato dal pilota automatico
.
Quanto ai problemi tecnici dell'aereo, gli inquirenti riscontrarono, oltre ai già citati problemi del giorno prima dell'incidente (i rumori in coda e il ghiaccio nel portellone, a seguito dei quali era stato condotto il test di pressurizzazione in modalità manuale), diversi altri accadimenti: nei due mesi precedenti la sciagura il sistema di pressurizzazione e condizionamento d'aria del Boeing 737 era stato riparato cinque volte e il 16 dicembre 2004, durante un volo da Varsavia, lo stesso aereo aveva subito una perdita di pressione nella cabina, obbligando tre passeggeri al ricovero in ospedale dopo l'atterraggio a Larnaca.

### Indagini private
Un anno dopo l'incidente, Discovery Channel mandò in onda un documentario dove venivano illustrati i risultati delle investigazioni private svolte in collaborazione con la Advanced Aviation Technology Ltd. Vennero presentate delle prove che un errore di progettazione dei Boeing 737 potrebbe aver contribuito all'incidente. Un problema dello stesso tipo fu riscontrato in un Boeing 737-436 G-DOCE nel maggio 2003. In quel caso, le indicazioni errate del sistema di controllo della pressurizzazione costrinsero i piloti a commutare il PMS in modalità manuale. Si osservava inoltre come la spia di segnalazione di tale modalità avesse una luce piuttosto flebile, che avrebbe potuto non risultare visibile in una mattinata estiva e soleggiata come quella dell'incidente; egualmente i vari allarmi entrati in funzione risultavano ambigui e di non immediata interpretazione.

### Depistaggio
I media riferirono, poco dopo l'incidente, che un passeggero aveva inviato un SMS nel quale affermava che il pilota aveva un colorito blu sul volto, oppure che aveva inviato un messaggio dove scrisse "Il pilota è morto. Addio, cugino mio, stiamo congelando". La polizia arrestò in seguito Nektarios-Sotirios Voutas, un uomo di 32 anni impiegato a Salonicco, che ammise di aver inventato la storia e fornito diverse interviste per attirare l'attenzione. Voutas venne condannato in prima istanza il 17 agosto 2005 a 6 mesi di carcere, pena sospesa con una condizionale di 42 mesi.

### Conclusioni
Il rapporto degli investigatori qualificò l'incidente come una sequenza di errori umani, aggravati da alcune criticità strutturali del Boeing 737.
La causa profonda fu individuata nell'errata impostazione del sistema per la pressurizzazione dell'aria in cabina, che era stato impostato in modalità manuale dai tecnici della Helios Airways per effettuare un test, terminato il quale non era stato riportato in modalità automatica. L'equipaggio del volo 522, probabilmente per superficialità nell'effettuare la checklist pre-decollo, non si era avveduto di tale errata impostazione.
La relazione conclusiva non escluse però che potesse aver avuto un ruolo nella sequenza degli eventi anche una potenziale "ricaduta" del guasto a uno dei portelloni, tale da comportare una fuoriuscita d'aria dalla fusoliera.
Il rapporto chiama in causa anche la Boeing per "inefficacia delle misure": il pannello del sistema di pressurizzazione del 737 era infatti piccolo e non facilmente raggiungibile; inoltre la sequenza di allarmi innescata dall'errata impostazione era giudicata non puntualmente interpretabile, cooperando pertanto ad aggravare quanto causato dagli errori umani.

## Cronologia
Il tempo è UTC+3
- 09:00 Decollo previsto
- 09:07 L'aereo decolla dall'aeroporto di Larnaca
- 09:11 I piloti riferiscono problemi all'aria condizionata
- 09:15 I registratori di volo dell'aereo registrano un allarme a 14 000 ft (4300 m).
- 09:16 L'ultimo contatto del volo con il controllo del traffico aereo di Nicosia; l'aereo sta volando a 22 000 ft (6700 m).
- 09:24 L'aereo in quota a 34 000 ft (10400 m), probabilmente con il pilota automatico
- 09:37 Il volo entra nello spazio aereo di Atene, ma non stabilisce un contatto
- 10:07 Il volo non risponde alle chiamate dal controllo del traffico aereo di Atene
- 10:20 Il controllo di Larnaca indica al controllo di Atene che è stato riferito un problema con l'aria condizionata
- 10:24 L'Hellenic Armed Forces (HAF) vengono avvertite di un possibile volo senza controllo
- 10:45 Arrivo previsto ad Atene
- 10:47 Le Hellenic Armed Forces (HAF) rassicurano che i problemi tecnici dell'aereo sembrano esser risolti
- 10:55 L'ammiraglio Panagiotis Chinofotis, Joint Chief of Staff, ordina agli aerei militari di stabilire un contatto visivo con l'aereo
- 11:05 Due F-16 decollano da Nea Anchialos
- 11:20 Gli F-16 avvistano l'aereo sopra l'isola di Kea del Mar Egeo
- 11:25 I piloti dei caccia vedono il copilota accasciato sul pannello di controllo nella cabina privo di conoscenza, con le maschere di ossigeno fuoriuscite. Nessun segno di attacco terroristico
- 11:41 I piloti dei caccia notano un individuo nella cabina di comando che sta tentando di riprendere il controllo dell'aereo
- 11:50 Il motore di sinistra si spegne probabilmente per l'esaurimento del carburante
- 12:00 Il motore di destra si spegne, l'aereo inizia a precipitare e l'uomo nel cockpit cerca di risollevarlo
- 12:05 L'aereo si schianta vicino a Grammatiko

## Conseguenze
Poco dopo l'incidente, la compagnia cambiò nome da Helios Airways in αjet (Alfajet); il volo Larnaca-Atene-Praga venne rinumerato come ZU604/5, per poi essere sospeso dal 16 agosto 2005. Venne altresì annunciata una "stretta" sui controlli di sicurezza della flotta. Ciò però non bastò ad evitare che il governo della Repubblica di Cipro irrogasse il sequestro degli aerei e dei conti bancari della compagnia, che infine cessò i voli nel novembre 2006.
Il 24 luglio 2007 le famiglie delle vittime citarono in giudizio la Boeing come corresponsabile dell'incidente.

## Il volo Helios Airways 522 nei media
L'incidente del volo 522 della Helios Airways è stato analizzato nell'episodio L'aereo fantasma della quarta stagione del documentario Indagini ad alta quota trasmesso dal National Geographic Channel.

## Passeggeri
| Nazionalità | Passeggeri | Equipaggio | Totale |
| ----------- | ---------- | ---------- | ------ |
| Cipro       | 103        | 4          | 107    |
| Germania    | 0          | 1          | 1      |
| Grecia      | 12         | 1          | 13     |
| Totale      | 115        | 6          | 121    |